# Aulocalycoida
Авлокаліцоїди (лат. Aulocalycoida) — ряд губок класу шестипроменеві губки (Hexactinellida).

## Класифікація
Має дві родини:
- Родина Aulocalycidae Ijima, 1927
- Родина Uncinateridae Reiswig, 2002